# Joannis Andreou
Joannis Andreou foi um nadador grego. Ele participou dos Jogos Olímpicos de Verão de 1896, em Atenas.
Andreou competiu na prova dos 1200 metros livre. Ele chegou em segundo lugar, com um tempo de 21:03.4. O vencedor, Alfréd Hajós, finalizou com 18:22.2.